# Gerhard Linne
Gerhard Linne (* 8. Juni 1913 in Wolfenbüttel; † 25. Oktober 1975 ebenda) war ein deutscher Historiker, Autor und Schulleiter.

## Leben
Linne besuchte das humanistische Gymnasium Große Schule in Wolfenbüttel. Nach dem Abitur studierte er Geschichte in Heidelberg, München und Göttingen. Dort promovierte er 1939.
Anschließend wurde er zum Arbeitsdienst einberufen und danach zum Militärdienst. Er nahm am Zweiten Weltkrieg in Flandern und Frankreich teil (Dienstgrad Wachtmeister), u. a. als Wehrmachtsdolmetscher für Französisch. Im Militärdienst begann er landeskundliche Bücher zu verfassen.
Nach dem Zusammenbruch des Dritten Reiches musste er zunächst Arbeitsdienst in einem Kriegsgefangenenlager leisten, bevor er auch dort als Dolmetscher im Sanitätsdienst eingesetzt wurde. Nach Entlassung aus der Kriegsgefangenschaft schlug er sich zunächst mit journalistischen Tätigkeiten, u. a. literarische Essays für Tageszeitungen durch, da ihm die britische Militärregierung den Eintritt in den Schuldienst zunächst verweigerte. Eine Wissenschaftlerin ermittelte durch Anfrage beim Bundesarchiv, dass er ab 1933 Mitglied der SA gewesen sei, die die politische Zuverlässigkeit seiner Person „ohne Einschränkung bejaht“ habe.

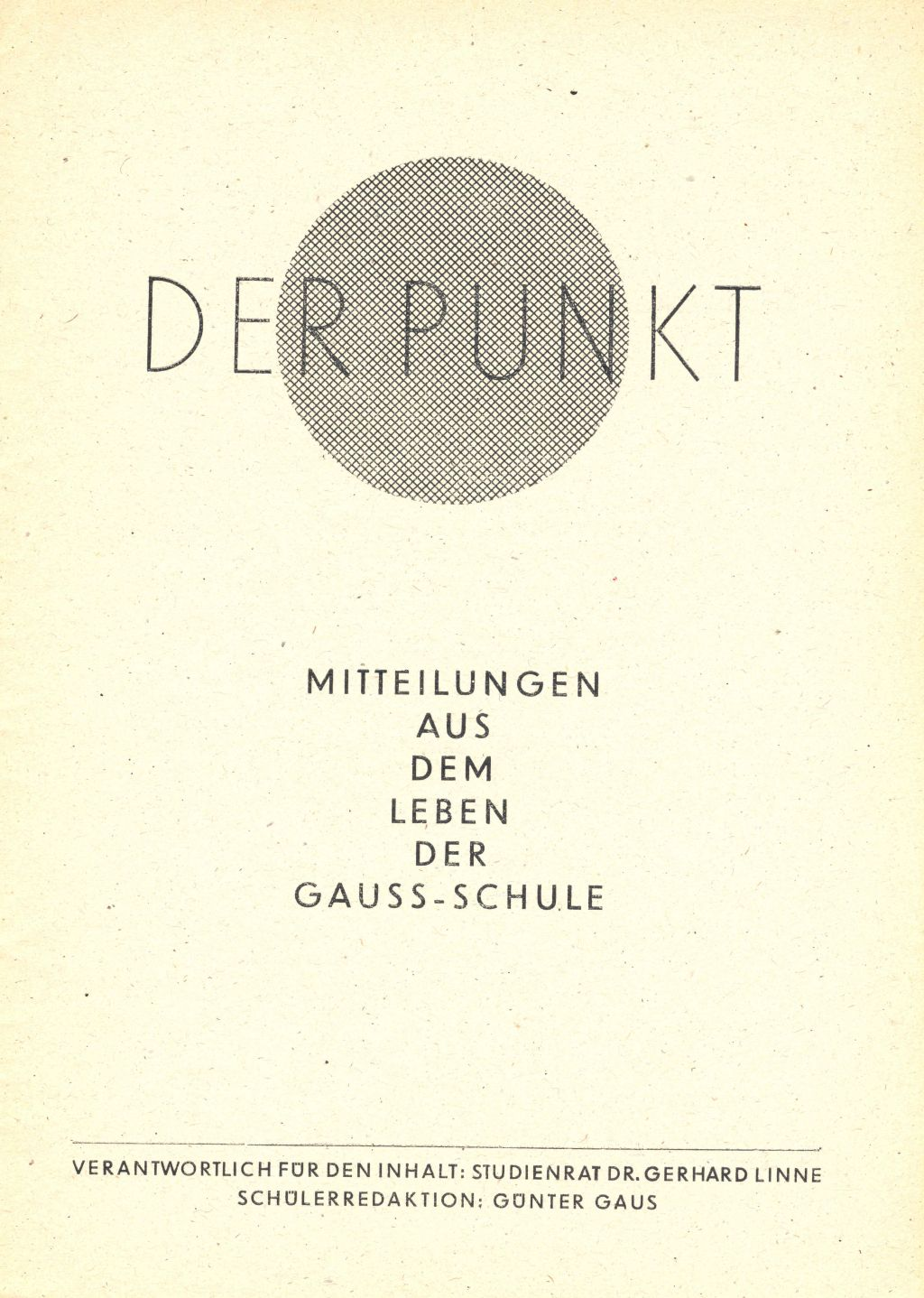
„Der Punkt“ (Schülerzeitung der Gaußschule), die 1. Nachkriegsschülerzeitung in Braunschweig, 1. Ausgabe: Verantwortlich für den Inhalt war Gerhard Linne, Chefredakteur war Günter Gaus.

Erst im Oktober 1947 gelang ihm die Einstellung als Lehrer an der Gaußschule, wo er die erste Nachkriegs-Schülerzeitung Braunschweigs initiierte, sich für Völkerverständigung und um das Schultheater Verdienste erwarb. 1947 bis 1949 war Linne nebenberuflich an der Volkshochschule in Wolfenbüttel in der Erwachsenenbildung tätig. Ab 1949 war er im Internationalen Arbeitskreis Sonnenberg aktiv und richtete dort Seminare aus und betreute Publikationen.
Im Herbst 1951 wurde er als Schulleiter an die Staatliche Neue Oberschule für Jungen in Braunschweig berufen. Das größte Problem der Schule bestand darin, dass das Schulgebäude im Krieg völlig zerstört worden war und keine eigenen Räume mehr besaß. Hier hatte bereits der 1951 gewählte Elternrat gemeinsam mit dem Ehemaligenverein begonnen, einen Neubau zu fordern. Linne initiierte 1951 die Schülerzeitung baut auf!, die zum gemeinsamen Sprachrohr wurde. Er nutzte die vorhandenen guten politischen und wirtschaftlichen Beziehungen, um 1952 zunächst die Ausschreibung eines Schulneubaus und 1953 auch die Finanzierung im Landeshaushalt durchzusetzen. Bei der 125-Jahr-Feier 1953 wurde  schon der Grundstein gelegt. 1954 konnte mit Fertigstellung des ersten Bauabschnitts die Neue Oberschule an der Beethovenstraße als Schule des damaligen Landkreises Braunschweig wieder errichtet werden. Im September 1958 fand die Einweihung des gesamten Schulneubaus statt.
Linne vertrat pädagogisch ein Konzept der Erziehung zur Ganzheit, er verstand „Schule als höhere Daseinsform“. Er gründete an der Schule zahlreiche Arbeitsgemeinschaften (schon 1954 bestanden 21) und förderte integrative Unterrichtsformen, z. B. auch die Erarbeitung von Ausstellungen oder Schultheateraufführungen. Er unterstützte den Aufbau eigener Sportabteilungen, aus denen später zum Teil eigenständige Vereine wurden, sowie den Schüleraustausch mit Frankreich.
1972 gehörte die Schule, noch vor Verabschiedung durch die Kultusministerkonferenz 1976, zu den ersten Gymnasien, die ein praktikables Konzept für eine Oberstufenreform ausgearbeitet hatten und an einem Unterrichtsversuch teilnahmen. Das Konzept des Gymnasiums Neue Oberschule sah Pflichtfächer vor, die durchgehend bis zum Abitur belegt werden sollten, konnte sich aber nicht gegen dasjenige des Kultusministeriums durchsetzen.
Linne wurde aus gesundheitlichen Gründen vorzeitig pensioniert; am 2. Mai 1975 wurde sein Nachfolger Horst Strebe ernannt.

## Werk
Linne begann im Militärdienst ab 1942, Reise- bzw. Landesbeschreibungen über Flandern und Frankreich zu veröffentlichen. In diesen Büchern vertrat Linne auch Positionen der nationalsozialistischen Propaganda, z. B. einer germanischen Verbundenheit mit den Flamen.
Er setzte nach dem Krieg die Belletristik noch kurze Zeit fort, widmete sich dann aber pädagogischen und historischen Themen.